# 小林達司
小林 達司（こばやし たつじ、1960年6月4日 - ）は、日本の実業家。四国銀行取締役頭取。

## 人物・経歴
高知県高知市出身。1984年横浜国立大学経済学部卒業後、四国銀行入行。2016年、取締役総合企画部長、2018年、取締役常務を経て2023年より取締役頭取。
経歴
1984年4月 四国銀行入行
2014年6月 執行役員総合企画部長
2016年6月 取締役総合企画部長
2018年6月 常務取締役
2023年6月 取締役頭取